# Carmen Jones (filme)
Carmen Jones é um filme musical estadunidense de 1954 dirigido por Otto Preminger. É estrelado por Dorothy Dandridge e Harry Belafonte nos papéis principais. 

## Elenco
- Carmen Jones — Dorothy Dandridge, dublada por Marilyn Horne
- Joe — Harry Belafonte, dublado por LeVern Hutcherson
- Husky Miller — Joe Adams, dublado por Marvin Hayes
- Cindy Lou — Olga James
- Frankie — Pearl Bailey
- Mert — Diahann Carroll
- Sargento Brown — Brock Peters
- A avó de Carmen — Madame Sul-Te-Wan

## Principais prêmios e indicações
Venceu o prêmio Globo de  Ouro de 1955 na categoria de melhor filme musical.
A estrela principal, Dorothy Dandridge, foi indicada para um Oscar de melhor atriz em 1955, tornando-se a primeira negra a receber tal honra. Halle Berry, que interpretou Dandridge no filme Introducing Dorothy Dandridge, se tornou a primeira negra a vencer o prêmio (pelo filme Monster's Ball), quase cinquenta anos após a indicação de Dandridge. Em seu discurso, Berry homenageou Dandridge.
O filme foi premiado com o Urso de Bronze no Festival de Berlim de 1955.